# Tamopsis eucalypti
Tamopsis eucalypti är en spindelart som först beskrevs av William Joseph Rainbow 1900.  Tamopsis eucalypti ingår i släktet Tamopsis och familjen Hersiliidae. Inga underarter finns listade i Catalogue of Life.